# Расавци (Приједор)
Расавци су насељено мјесто у граду Приједор, Република Српска, БиХ. Према попису становништва из 1991. у насељу је живјело 1.051 становника.

## Становништво
| Националност       | 1991.        | 1981.        | 1971.          |
| Срби               | 926 (88,10%) | 856 (80,30%) | 1.041 (88,82%) |
| Хрвати             | 89 (8,46%)   | 107 (10,03%) | 125 (10,66%)   |
| Муслимани          | 4 (0,38%)    | 0            | 3 (0,25%)      |
| Југословени        | 29 (2,75%)   | 82 (7,69%)   | 1 (0,08%)      |
| остали и непознато | 3 (0,28%)    | 21 (1,96%)   | 2 (0,17%)      |
| Укупно             | 1.051        | 1.066        | 1.172          |

1. ↑  Муслимани се данас изјашњавају као Бошњаци.